# Sala Pod Przeglądem Wojsk na Wawelu

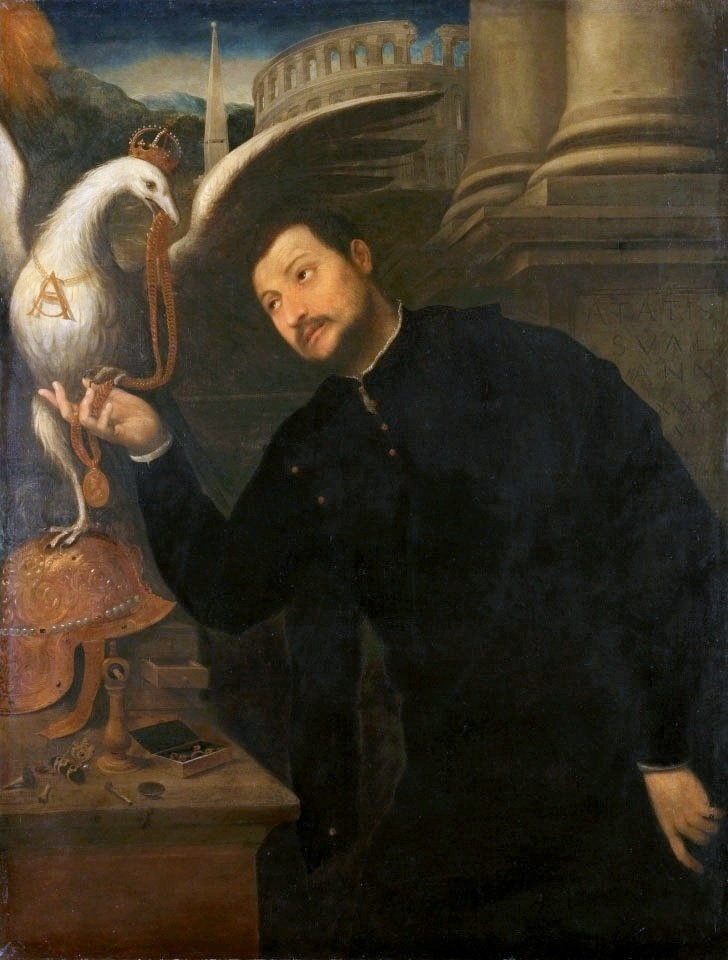
Paris Bordone, Portret Caraglia, ok. 1553

Sala Pod Przeglądem Wojsk – pomieszczenie Zamku Królewskiego na wzgórzu wawelskim w Krakowie. Obecnie wchodzi w skład ekspozycji Reprezentacyjnych Komnat Królewskich. Znajduje się na drugim piętrze, we wschodnim skrzydle zamku, pomiędzy Salą Poselską a Salą Turniejową.
Fryz z defiladą wojsk przed Zygmuntem I Starym namalował Antoni z Wrocławia. Przedstawia on przegląd wojski królewskich: lansjerów, muszkieterów, artylerii i jazdy. Fryz ten został uzupełniony przez Leonarda Pękalskiego, odnowiony w 1995 r.
W Sali Pod Przeglądem Wojsk znajdują się następujące obrazy:
- Portret króla Zygmunta Augusta, szkoła niemiecka, 3 ćw. XVI w.,
- Portret królewicza Zygmunta Wazy, Jan Baptysta van Uther, 1568 r.,
- Portret królewny Izabeli Wazówny, Szwecja, nieznany malarz, po 1566 r.,
- Portret Giovanniego Jacopa Caraglia, mal. Paris Bordone (malarz z kręgu Tycjana), ok. 1553 r.,
- Portret króla Batorego, szkoła niemiecka, 4 ćw. XVI w. (replika obrazu Marcina Kobera).